# 日露戦争 (コンピュータゲーム)
日露戦争（にちろせんそう）は、ジェネラル・サポートから1999年に発売された戦略シミュレーション。

## 概要
陸海軍の戦闘だけでなく、外交、諜報、謀略、戦費調達、国内徴税といった政治レベルから、貿易統制、通商護衛まで全てをプレイヤーが担当できるシステムとなっており、史実に忠実な日露戦争をシミュレートすることが可能である（プレイヤーは大日本帝国を担当）。作者は阿部隆史。2007年現在、本作廉価版（2002年発売）を同社ウェブサイトで購入することができる。
本作のユーザマニュアルは235ページあり、ルールを把握していないとゲームを進めるのが困難である（「日露大決戦」の場合、第1ステージで必ず仁川上陸を行い、第2ステージで京城進駐を行わないと第3ステージ冒頭で無条件で「日本側大敗北」となる等）。

## シナリオ
- シナリオ1「日本海大海戦」
  - 連合艦隊VSバルチック艦隊の決戦を再現する海戦のみのショートシナリオ。
  - バルチック艦隊の大型艦を7隻以上沈め、日本海軍の大型艦に沈没がなければ勝利となる。
- シナリオ2「奉天入城」
  - 満州における日露陸軍最大の戦いを再現するショートシナリオ。
  - 奉天の占領に成功すれば勝利となる。
- シナリオ3「203高地」
  - 第3軍による旅順攻略戦のを再現するショートシナリオ。
  - 旅順要塞を占領するか、砲撃で旅順港のロシア艦4隻以上を沈めると勝利となる。
- シナリオ4「運命の8月」
  - 黄海海戦、蔚山沖海戦、遼陽会戦、旅順攻撃を再現するショートシナリオ。
  - 旅順と遼陽の占領を成功させ、ウラジオストクのロシア大型艦を2隻以下まで減らすことで勝利となる。

- シナリオ5「日露大決戦」
  - 日露戦争の開戦から終戦までを再現するキャンペーンシナリオ。
  - 勝利条件等は本記事内「ゲームの終了」を参照。

## 国家・登場人物

### 国家
国名表記はゲーム解説書に基づく。
- 日本

プレイヤー側
- ロシア

このゲームにおける日本の敵国
- 韓国

中立国。日本側が京城を占領すると日韓議定書を、ロシア側が京城に隣接する開城又は鉄原を占領すると露韓議定書を締結する。（その場合は日本側大敗北となる）
- 清国

中立国。日本の軍司令部が降伏した場合、又は大石橋、海城、遼陽がロシア側に奪回された場合、ロシアとの間に露清同盟を締結する。（その場合は日本側大敗北となる）
- 英国

日本側同盟国。日本に対し艦艇売却を行う。又、外債、借款の対象となる。
- 米国

中立国。日本に対し艦艇売却を行う。又、外債、借款の対象となる。条件を満たすとポーツマス講和会議を開催する。
- イタリア

中立国。日露両国に艦艇売却を行う。又借款の対象となる。
- ドイツ

中立国。ロシアに対し艦艇売却を行う。ベルリン講和会議を開催する。
- フランス

ロシア側同盟国。ロシアに対して艦艇売却を行う。
- トルコ

ボスポラス海峡監視を強化してロシアの黒海艦隊の出航を阻止する。
- スウェーデン

中立国。ストックホルム講和会議を開催する。

### 登場人物
- 東郷平八郎、ロジェストウェンスキー、大山巌、秋山好古、コンドラチェンコ、明石元二郎などの将軍、提督、参謀、諜報員、閣僚、元老ら120人以上が登場する。

## ゲームの進行
この項目は、シナリオ5「日露大決戦」に限定して記述する。キャンペーンシナリオは1904年2月上旬から始まり、1ステージは史実の半月として進行する。各ステージは以下5つのパートから構成される。

### 外交パート
以下のイベントが発生する。(担当:外相小村寿太郎男爵)
- 講和会議開催依頼
- 借款

ただし、借款を受け入れると、戦後日本が半植民地化されるため、世論が半減する。
- 外債
- 艦艇売却妨害

ドイツ、フランス、イタリアがロシアに艦艇を売却するのを妨害する。
購入する可能性があるのは、ドイツのブラウンシュバイク型戦艦、フランスのグローリー型装甲巡洋艦である。
- 海峡監視

トルコにボスポラス海峡監視強化を依頼し、黒海艦隊の出航を阻止する。

### 謀略パート
以下のイベントが発生する。(担当:明石元二郎大佐)
- 情報収集力強化

情報収集力を向上させる。情報収集力は情報の入手の可否に影響する。
- 動員情報入手

動員完了間近の部隊が報告される。ただし、暴動を発生させるとそのステージ内に動員が完了できなくなる。
- 暗殺

ロシア政府の要人を暗殺する。このイベントはシベリア鉄道破壊工作と関連する。
- シベリア鉄道破壊工作

シベリア鉄道を破壊するとそのステージに新規部隊が長春またはニコリスクに到達できなくなる。ただし、次ステージにまとめて大部隊が到着する場合がある。
- ストライキ
- デモ
- 暴動

ストライキ、デモは直接効果は無いが、暴動を起こすために必要である。暴動が発生すると、鎮圧に軍を派遣する必要を生じ、そのステージ内に動員が完了できなくなる。血の日曜日事件、戦艦ポチョムキンの反乱などの歴史的事件もこのパートで発生する場合がある。
- バルチック艦隊の早期回航計画阻止

ロシアが史実より早くバルチック艦隊の出航を計画した場合にこれを阻止することが出来る。
- バルチック艦隊の回航妨害

バルチック艦隊が出航した場合、その現在位置が報告される。また、各寄港地から出航するのを1度ずつ阻止し、バルチック艦隊の回航を妨害できる。

### 内政パート
内政パートでは下記項目が行われる。
- 徴税（担当:蔵相曾禰荒助男爵）

徴税は奇数ステージで行われる。税率の変更を行うことが出来る。増税した場合、徴税ごとに世論が低下する。また減税した場合、徴税ごとに世論が上昇する。（世論が100を超えることは無い）また、徴税額は国力（各航路に割り当てた商船の数に比例する）の値により増減する。
- 内債公募（担当:元老伊藤博文侯爵）

内債公募を行う。収益は世論が下がると急激に減少する。（ゲーム解説書83pに計算式が記載されている）
- 世論操作（担当:元老伊藤博文侯爵）

世論が低下している場合、さまざまな工作（書物の出版等）を行い、世論を上昇させることが出来る。
- 工場拡張（担当:首相桂太郎大将）

弾薬工場の拡張を行い、生産能力を向上できる。ただし、拡張を行うと、そのステージでは弾薬の生産が出来なくなる。
- 弾薬生産（担当:首相桂太郎大将）

陸海軍が使用する砲弾、陸軍が使用する銃弾を予算・生産能力に応じて生産する。
- 造船所拡張（担当:首相桂太郎大将）

商船の建造能力を向上させることができる。ただし、拡張を行うと、そのステージでは商船の生産が出来なくなる。
- 商船建造（担当:首相桂太郎大将）

兵員及び弾薬の輸送、旅順港閉塞、国力の維持に使用する商船を建造できる。

### 海軍パート
海軍の任務は、重要輸送路と航路を守る事にある。輸送船や商船を沈められてはならない。
- 旅順夜襲（担当:軍令部総長伊東祐亨大将）

第1ステージのみ行える。ロシア側は15cm以上の砲を使用できないなど、日本側に有利な条件となっている。
- 商船割当（担当:海相山本権兵衛大将）
  - 太平洋方面航路（国力維持用、上限25隻。ウラジオストック艦隊より通商破壊を受け、撃沈されることがある）
  - 南西方面航路（国力維持用、上限25隻。旅順艦隊より通商破壊を受け、撃沈されることがある）
  - 仁川航路（第1軍、韓国駐留軍への部隊・弾薬輸送用、上限16隻。ウラジオストック艦隊より妨害を受ける）
  - 普通蘭店航路（満州軍、第2軍、第3軍への部隊・弾薬輸送用、上限20隻。旅順艦隊より妨害を受ける）
  - 大孤山航路（第4軍への部隊・弾薬輸送用、上限14隻。旅順艦隊より妨害を受ける）

いずれの航路にも割り当てなかった商船は佐世保で待機する。（旅順港閉塞作戦に従事させることが出来る）
国力維持用の航路の商船を減らすとそれだけ税収が減少する。
軍への輸送航路の割当を間違えると、戦地に部隊・弾薬を送れないため、効率的な運用が必要である。
- 弾薬補充（担当:海相山本権兵衛大将）

建造直後・海戦で砲弾を消費した艦艇に砲弾を補充する。
- 編成（担当:海相山本権兵衛大将）

佐世保・舞鶴のいずれかの根拠地に所属する。
艦隊又は戦隊には巡洋艦以上の軍艦及び敷設艦を配属できる。各艦隊・戦隊には提督を必ず1人以上乗艦させる必要がある。
駆逐隊には駆逐艦又は水雷艇を配置できる。駆逐隊に提督を乗艦させることは出来ない。
閉塞船団には旅順港閉塞作戦に参加させる商船を配置できる。
訓練・修理を行う場合は艦隊から外し、港で待機させる必要がある。
- 訓練（担当:海相山本権兵衛大将）

各艦艇個別に訓練を行う。（訓練を行うと行動済みとなるため、修理が行えない）
- 艦艇購入（担当:海軍次官斎藤実少将）

外国から艦艇購入を打診されることがあり、それに応じれば史実では参戦しなかった艦船が登場する場合がある。
日本側が購入できる可能性があるのはイギリスのスイフトシャー型戦艦もしくはアメリカのペンシルベニア級装甲巡洋艦である。
また、イタリアがガリバルディ後期型の装甲巡洋艦F・フェルシオの売却を打診するが断るとロシアに売却される。
- 艦艇建造（担当:海軍次官斎藤実少将）

建造中の艦艇の工事を個別に行う。
- 艦艇修理（担当:海軍次官斎藤実少将）

海戦で損傷した艦艇を個別に行う。
- 天候・波高決定

季節に応じて天候・波高が決定される。天候は視界に、波高は各種作戦に大きく影響する。波高の影響は個別に記載する。
- 根拠地間移動（担当:軍令部総長伊東祐亨大将）

各艦隊を佐世保と舞鶴の間を移動できる。開始時は全ての艦艇が佐世保にあるため、ウラジオストック艦隊に対処させるには舞鶴に移動する必要がある。
- 閉塞作戦（担当:軍令部総長伊東祐亨大将）

波高が2以下の場合、旅順港閉塞作戦行うことが出来る。成功すると、そのステージ中は旅順艦隊は出撃できない。ただし、閉塞に成功しても効果はそのステージのみである。
- 哨戒部隊出撃（担当:軍令部総長伊東祐亨大将）

ロシア艦隊の出現に備え、哨戒部隊を出撃させることが出来る。
ロシア艦隊の捕捉に成功すると海戦が発生する。（そのまま素通りさせることも可能）捕捉に失敗するとロシア艦隊が任務（輸送妨害・通商破壊・又はウラジオストックへの回航）を達成する。輸送妨害・通商破壊の場合は復路で捕捉し海戦が発生する場合もある。（ウラジオストックへの回航の場合は復路は無い）海戦の詳細は下記を参照。
- 海上輸送（担当:軍令部総長伊東祐亨大将）

部隊・弾薬を輸送する。ただし波高が5以上の場合は輸送が出来ない。
- 樺太攻略作戦（担当:軍令部総長伊東祐亨大将）
  - スラウンカが日本支配下である。
  - 同じステージでロシア艦隊が蔚山沖又は沿海州沖を通過していないこと。

上記の条件を満たしたステージに1度だけ樺太攻略作戦を実施できる。ただし、大本営に必要な部隊・銃弾を残しておく必要がある。また、投入した兵力によって樺太占領率が変わる。樺太占領率はポーツマス講和会議が開かれる際に重要な要素となる。

#### 海戦
- 海戦パートの特徴は、同社の激闘!ソロモン海戦史シリーズを踏襲したものとなっている（戦術マップにおける行動などは当該ゲームの項目を参照）。弾薬補充や榴弾による射撃、装甲脱落、機雷の敷設、乗組員の錬度など、新しく追加された要素も多い。
  - 弾薬補充及び乗組員練度は、「激闘!海戦史」シリーズが作戦級ゲームであったのに対し、この作品が戦略級ゲームであるが故の追加要素である。弾薬は予め内政パートで国内において製造し配備していないと、艦艇は砲雷撃が行えない。乗組員は母港で訓練することにより練度が上がり、練度の高い艦艇は命中率などに良い影響がある。
  - 榴弾は、日本海軍のいわゆる下瀬火薬を再現したもので、ロシア艦の徹甲弾が貫徹力は高いが破壊力は距離の影響を受けやすいのに対して、日本艦の榴弾は貫徹力はあまり高くないものの距離に関係なく大きな破壊力を持つものとして表現されている。これにより日本側はなるべく遠距離砲戦を行うのが有利となる他、後述の装甲脱落の発生率も高くなっている。
  - 装甲脱落は砲撃などを受けて爆発などの被害が出た場合に発生し、該当するブロックの装甲値が0になる。これにより、ツェザレウィッチやレトヴィザンなど重装甲を誇ったロシア艦に対しても日本艦から大損害を与えられる可能性があり、史実でも黄海海戦などに見られた状況が再現される。また、中・小型砲により敵艦の装甲のない部分への攻撃が命中した場合に隣接ブロックの装甲脱落が発生することがあり、主砲以外の砲撃も意味を持つようになっている。
  - 機雷の敷設は海戦マップの深海以外を示す地点で敷設艦により行うことができる。敷設艦により敷設された機雷はその戦闘中存在し続け、敵味方区別無く艦船が接近すると触雷して損害を与える。損害は駆逐艦や商船などは即座に沈没し、主力艦は主に艦体にダメージを受ける。なお、ロシア側が敷設した機雷はプレイヤーには見ることが出来ない。
- 海戦は以下の条件を満たした場合に発生する。
  - 出撃したロシア艦隊を、日本軍が予め配置した哨戒艦隊で捕捉し、かつ艦隊を出撃させ迎撃を試みたとき。この場合、哨戒艦隊を戦闘に参加させるかどうか選択でき、参戦させなかった哨戒艦隊は哨戒を継続し別のロシア艦隊が出現した場合や往路に対する復路でも発見できる可能性が残るが、参戦させた哨戒艦隊は戦闘終了後に迎撃艦隊と共に帰港するので再発見の可能性が無くなる。
  - 日本軍が閉塞船団と駆逐隊による旅順港閉塞作戦を実施したとき（後述）。
  - キャンペーン第1ステージに、日本軍が旅順港夜襲を敢行したとき（後述）。
- 海戦は特定の海面マップで行われる。即ち旅順港沖、黄海、対馬沖、蔚山沖、沿海州沖の5海面で、旅順港沖海面は1マップ構成で旅順港夜襲と旅順港閉塞作戦でのみ使用し、他の4海面は2マップで構成され主にロシア軍の通商破壊や回航を阻止すべく哨戒・迎撃を行う際に使用される。なお、旅順港・黄海・対馬沖には佐世保からのみ、蔚山沖・沿海州沖には舞鶴からのみ出撃できる。
- 旅順港夜襲や閉塞作戦を除く海戦の流れはロシア艦隊の目的によって変化する。通商破壊を目的とするロシア艦隊は必ず同じ海面を往路・復路の2度に渡り通過するが、回航を目的とする艦隊は各マップを1度しか通過せず、発見や迎撃の機会に影響を与える。ちなみにロシア軍の回航任務は旅順からウラジオストック（旅順艦隊）、またはカムラン湾から旅順ないしウラジオストック（バルチック艦隊）だけで、その逆は発生しない。なお、2枚から成る海面マップを通過する場合、必ず1枚目が昼で2枚目が夜となり、発見したマップにより海戦の発生時間帯が決定され、昼戦なら戦艦や巡洋艦から成る戦隊、夜戦なら駆逐隊のみがそれぞれ参加できる。なお、通商破壊を目的とするロシア艦隊は日本軍に発見される機会が往路・復路の2度あり、日本側が2度とも迎撃を行った場合、ロシア側艦艇の1度目の損傷は引き継がれる。
- このゲームにおける大きな要素の一つであるバルチック艦隊は、ある時点でリバウを出撃し、各寄港地を経由してカムラン湾に到達した翌ターンに日本近海に来航する。来航に要する期間は最短9ステージ、日本側が謀略パートにて途中寄港地での出港妨害を成功させれば最長14ステージ後。バルチック艦隊は旅順ないしウラジオストックへの回航を目指すが、後者には日本海経路と太平洋経路があるので、同艦隊は都合3経路のいずれかを通る可能性がある（海戦はそれぞれ黄海、対馬沖、沿海州沖で起きる可能性がある）。これにより、日本軍（プレイヤー）は史実同様に迎撃艦隊配置の決断を迫られる。なお、バルチック艦隊には著名な戦艦ポチョムキンを含む黒海艦隊が合流する可能性もあり、それを防ぐために外交パートにてトルコに「ボスポラス海峡監視強化」を要請することも出来る。
- 旅順港閉塞作戦は第2ステージ以降、旅順港沖海面の波高（季節や天候による影響を受ける）が2以下の場合に実施できる特殊な海戦で、輸送船の一部を割いて編成する「閉塞船団」1つを必ず含み、9つまでの駆逐隊を参加させることができる。必ず旅順港沖マップで生起し、夜戦である。日本側は指定される「閉塞ポイント」内で閉塞船団所属の輸送船を1隻以上沈没ないし自沈させることにより、旅順港の在泊艦隊をそのステージに限って出撃できなくさせることができる。この海戦に限りロシア艦隊を全滅させても海戦は終了しないので、日本側の残存艦船は30ステージを過ごすか、マップ外へ離脱する必要がある。
- 旅順港夜襲はシナリオ5「日露大決戦」開始直後の第1ステージにのみ行われる特殊な海戦で、佐世保に居る駆逐隊3つのみが参加でき、必ず夜戦となる。史実の奇襲を再現するため、日本側が発砲・衝突したりロシア小型艦艇による探照灯照射を受けない限り、ロシア側は移動や発砲、主力艦による探照灯照射が出来ない。また、この海戦に限り、ロシア側は15cm以上の砲を使用できない（乗員が上陸していて人員不足だったことを再現している）。
- 海戦は30ターンが経過するか、日露いずれかの艦隊が撃沈やマップ外への逃走によってマップ内に1隻も残っていないとき終了する。

### 陸軍パート
- 動員サブパート（担当:陸相寺内正毅中将）

以下の種類の部隊を順次動員できる。なお、同じ管区で複数の部隊を同時に動員できないため、動員の順序を誤ると戦局に大きく影響する。（特に重砲旅団を含む特別管区（千葉県）での順番は重要となる）
| 種類     | 総数 | 構成                                                                      | 動員期間  | 摘要 |
| -------- | ---- | ------------------------------------------------------------------------- | --------- | --- |
| 師団     | 13   | 師団長、副師団長、野砲又は山砲36門、騎兵500騎、工兵800名、現役歩兵10000名 | 4ステージ | 初期の動員、配分が戦争の戦略・勝敗に大きく影響する重要な部隊。開戦時3個師団が既に動員を完了している。        |
| 後備旅団 | 13   | 後備歩兵5000名                                                            | 6ステージ | 動員すると世論が低下する。樺太攻略作戦を行う場合は、1〜2個旅団が動員完了し、かつ大本営に残している事が必要。 |
| 野砲旅団 | 2    | 旅団長、野砲108門                                                         | 3ステージ | 野砲を強化できる。                                                                                           |
| 重砲旅団 | 1    | 旅団長、重砲40門                                                          | 5ステージ | 動員時期、運用が師団と共に戦争の戦略・勝敗に影響する重要な部隊。                                             |
| 騎兵旅団 | 2    | 旅団長、機関銃6丁、騎兵1200騎                                             | 2ステージ | 騎兵が不足すると、陸戦の際に正面の敵の情報の閲覧が制限され戦い難くなるため、中盤以降必要となる。             |
| 機関銃隊 | 13   | 機関銃24丁                                                                | 2ステージ | 攻撃力を強化できる。3個機関銃隊まで樺太攻略作戦に投入することが出来る。必須ではない。                        |

- 戦闘序列サブパート
  - 昇進イベント（担当:陸相寺内正毅中将）。大将・中将に進級させる将軍を決定する。
  - 戦闘序列決定（担当:参謀総長山縣有朋大将）

日本本土にいる部隊の戦闘序列（どの軍に配属されるか）を決定したり、将軍の人事を行う。部隊は、戦場に輸送すると、後で配属を変更できないため（軍の編合は例外）、勝敗を左右する重要なサブパートである。
1. 第1軍 仁川に上陸し、遼陽に向かって進撃する。遼陽攻撃時に満州軍に編合される。
2. 第2軍 普蘭店に上陸し、遼陽に向かって進撃する。遼陽攻撃時に満州軍に編合される。
3. 第3軍 普蘭店に上陸し、旅順へ向かって進撃する。旅順攻略後は長春に向かって前進し、第2軍もしくは満州軍に編合される。
4. 第4軍 大孤山に上陸し、海城に向かって進撃する。海城攻撃時に第2軍に編合される。
5. 韓国駐留軍 京城からウラジオストクへ進撃する。ウラジオストク陥落後、第5軍と改称され、長春に向かって前進し、第1軍もしくは満州軍に編合される。

- 進撃サブパート

陸軍マップで敵又は中立根拠地に対し進撃を行ったり、上陸船団からの上陸作戦を行う。ただし、ユニット総数が1000未満では進撃できず、波高が4以上あると上陸作戦を行えない。また、特定の地点では進撃に制約を受ける。（第3軍が金州を占領するまで第2軍は得利寺に侵攻できない、海城は第2軍と第4軍で連合攻撃（同時に攻撃を行うこと）する等）
- 陸戦サブパート

詳細は下記参照。
- 戦略移動サブパート

軍・部隊の戦略移動（配属・統合先の軍に向かって自軍根拠地を移動すること）や、輸送船団から補給港に部隊・弾薬を揚陸する。弾薬は揚陸時に軍に補給される。ただし、波高が5以上あると揚陸が出来ない。
- 陣地構築サブパート

敵の侵攻に備え陣地を構築できる。ただし、軍が未行動で、工兵が存在する場合に限られる。

#### 陸戦
- 陸戦は日露いずれかの軍が戦略マップ上で、自軍根拠地から隣接する敵軍根拠地への侵攻を行った場合に開始される。両軍とも兵団を中央・右左翼・最右左翼の5つに分け、それぞれの兵団へ将軍、銃火器、歩兵、騎兵、工兵、弾薬を分配し、砲撃、銃撃、突撃、夜襲、陣地構築などの行動を選び担当正面の敵と戦う。
- 攻撃力は兵力と将軍の才能によって決まり、損害を受けた際はその程度によって士気が下がる。敵兵団の士気を下げ、後退させることにより陸戦マップの端から敵を追い出せば勝利である。
- また、重砲（日本は初期は満州軍が所有、ロシアは旅順及びウラジオストック要塞が保有）は中央兵団の後ろに配置され、敵の攻撃は受けない。
- 旅順攻略の際の第3軍は、重砲が配備されている場合、203高地を占拠することにより、港への砲撃が行える。
- 旅順、ウラジオストック両要塞を共に陥落させると、カムラン湾以遠の艦隊はカムラン湾で待機し日本近海に現れなくなる。[1]

また、要塞陥落時に所属の艦隊が全て自沈するため、海戦が一切発生しなくなる。この場合、日本海の制海権を完全に日本軍が掌握出来る。一方、バルチック艦隊回航以前にこれを行うと、ロジェストウェンスキー提督の戦死・負傷又は捕虜の条件を満たせなくなるため、日本が勝利以上を収めるためには四平街の占領が必須となる。
- ロシア軍の編成や動員、兵員輸送の進捗は、日本の情報収集力やロシア国内での諜報によってある程度知らされるが、ロシア軍が「あとどれだけの期間で動員を完了できるか」はプレイヤーには分からないようになっている。また、長春とニコリスクのどちらに援軍が到着するかは事前には分からないようになっている。日本はロシアより先に動員可能な師団・旅団が尽きるため（後備旅団を急速に動員すると世論が低下し内債公募の収益が著しく低下する）、ミスの許されない緊迫した戦いとなる。

## ゲームの終了
ゲームの終了は列強国の仲介で講和会議が行われる事により決定する。

### 日本側大敗北
- 第2ステージまでに京城を占拠できなかった場合
  - 史実では2月23日に締結された日韓議定書のかわりに「露韓議定書」が結ばれ、日本は戦争の名目を失い「日本側大敗北」となる。
- 開城・鉄原がロシア軍に占拠された場合
  - 日韓議定書が破棄され、「露韓議定書」が結ばれることにより、スウェーデンの仲介によるストックホルム講和会議で「日本側大敗北」となる。
- 大石橋、海城、遼陽がロシア軍に奪回された場合や日本の軍司令部が降伏した場合
  - 清王朝とロシアが「露清同盟」を締結し、スウェーデンの仲介によるストックホルム講和会議で「日本側大敗北」となる。

### 日本側敗北
- 1905年1月上旬以降で遼陽がロシアの支配下にある場合、
  - ドイツの仲介によるベルリン講和会議で「日本側敗北」となる。

### ポーツマス講和会議
第23ステージ（1905年1月上旬）以降、次の内2つ以上の条件を満たした場合、アメリカの提案によってポーツマス講和会議が開催される。講和会議が開催されるのは1度のみで、開催を断ると再び開催されることはない。
- 鉄嶺が日本支配下にある。
- 四平街が日本支配下にある。
- バルチック艦隊司令官のロジェストウェンスキー提督が戦死・負傷・捕虜のいずれかの状態にある場合。
  - 日露両国は全権代表（小村寿太郎、セルゲイ・ウィッテ）をアメリカに送り込み、満州問題・朝鮮問題・樺太問題、賠償金問題で日本側がそれぞれ3段階の条件を要求し交渉を行う。2つ以内の条件が折り合わなかった場合は再交渉が行われるが、3つ以上で条件が折り合わなかった場合は再交渉が行われず交渉が決裂する。
  - 再交渉の結果、1つでも条件が折り合わなかった場合は、交渉が決裂する。
    - 交渉が決裂した時点で再度戦争に戻る。その場合は上記又は下記のいずれかの終了条件が満たされるまで戦争が継続される。第43ステージまでに決着が付かなかった場合は、後述の通り引き分けとなる。
    - 全ての条件で折り合いが付くと、ロシアに認めさせた条件のレベルにより、「日本側勝利」「日本側大勝利」のいずれかで戦争が終結する。

### 日本側大勝利
- 満州軍が長春を占領した場合
  - スウェーデンの仲介によるストックホルム講和会議で「日本側大勝利」となる。

### 引分
- 第43ステージまでに決着がつかなかった場合、スウェーデンの仲介によるストックホルム講和会議で「引分」となる。

## BGM
「激闘!ソロモン海戦史」（1993年、ジェネラル・サポート）でも採用されていた軍歌BGMが本作でも採用されており、雪の進軍や抜刀隊 (軍歌)を聞きながらプレイできる。詳細は以下の通り。
- オープニング、外交パート〜内政パート　「来たれや来たれ」
- 旅順港閉塞作戦　「広瀬中佐」
- 海戦　「日本海大海戦」
- 陸戦(冬季)　「雪の進軍」
- 陸戦(春〜秋)　「抜刀隊」
- エンディング(日本側大勝利・勝利時)　「敷島艦行進曲」
- エンディング(日本側大敗北・敗北時)　「ロシア帝国国歌」
- エンディング（引き分け時）　「水師営の会見」